# Łukasz Owsian
Łukasz Owsian (* 24. Februar 1990 in Toruń) ist ein polnischer Radrennfahrer.

## Werdegang
Nach den Wechsel in die U23 ging Owsian nach Italien und fuhr vier Jahre für den Radsportverein MG-KVis-Norda Whistle, ohne besonders in Erscheinung zu treten. Zur Saison 2012 wurde er Mitglied im damaligen UCI Continental Team CCC Polsat-Polkowice, das ein Jahr später zum UCI Professional Continental Team aufstieg. Nach vier Jahren Anlauf erzielte er beim GP Polski des Visegrád 4 Bicycle Race seinen ersten Erfolg als Profi. Es folgten zwei weitere Siege bei Eintagesrennen in seiner Heimat, seinen größten Erfolg erzielte er bei der CCC Tour-Grody Piastowskie 2018, als er eine Etappe sowie die Gesamt- und die Punktewertung gewann.
Zur Saison 2020 verließ er nach acht Jahren das CCC Team und wechselte zum Team Arkéa-Samsic. Für sein neues Team gewann er 2021 die Bergwertung der Tour of Britain. In den nachfolgenden Jahren bestritt er einmal die Tour de France und dreimal die Vuelta a España, ehe er mit der Saison 2025 im Alter von 34 Jahren zum polnischen UCI Continental Team Mazowsze Serce Polski wechselte.

## Erfolge
2014
- Mannschaftszeitfahren Sibiu Cycling Tour
- Bergwertung Szlakiem Grodòw Piastowskich

2016
- Visegrád 4 Bicycle Race - GP Polski

2017
- Bergwertung Tour of Britain
- Korona Kocich Gór

2018
- International Race Grand Prix Doliny Baryczy Milicz
- Gesamtwertung, eine Etappe und Punktewertung CCC Tour-Grody Piastowskie

2021
- Bergwertung Polen-Rundfahrt

## Grand-Tour-Platzierungen
| Grand Tour            | 2015 | 2016 | 2017 | 2018 | 2019 | 2020 | 2021 | 2022 | 2023 | 2024 |
| --------------------- | ---- | ---- | ---- | ---- | ---- | ---- | ---- | ---- | ---- | ---- |
| Giro d’ItaliaGiro     | 118  | –    | 88   | –    | 73   | –    | –    | –    | −    | –    |
| Tour de FranceTour    | –    | –    | –    | –    | –    | –    | –    | 41   | –    | –    |
| Vuelta a EspañaVuelta | –    | –    | –    | –    | –    | –    | –    | 90   | 75   | 89   |